# Requejo de la Vega
Requejo de la Vega es una localidad perteneciente al municipio de Soto de la Vega, en la provincia de León, comunidad autónoma de Castilla y León, España. Se encuentra ubicada en la comarca de Tierra de La Bañeza, en el sur de la provincia de León.
Limitando con el río Órbigo y el río Tuerto, tiene variada producción de productos de regadío tales como patata, maíz y remolacha. En los últimos años, debido a la proximidad de la vecina La Bañeza, se ha convertido en un núcleo residencial de dicha localidad. 
Es característico su puente de hierro sobre el río Tuerto, llamado "el puente de Requejo", hoy en desuso para el tráfico rodado y de paso peatonal.
Entre sus edificios históricos de mayor importancia, se puede destacar su iglesia parroquial y la Casa-Molino de Kiko, antiguo palacio de los Marqueses de Serrano.

## Geografía
Ubicación
Requejo de la Vega se encuentra en la Vega del Tuerto, cerca de la confluencia de los ríos Duerna y Tuerto, y del río Órbigo, a 773 m s. n. m., en una zona llana previa a las primeras estribaciones de los montes de León. Su territorio limita al norte con Soto de la Vega, al sur con La Bañeza, Regueras de Arriba y Santiago de la Valduerna, al este con Valdefuentes del Páramo, y al oeste con San Mamés de la Vega y Santa Colomba de la Vega. El territorio del término municipal está representado en la hoja 231 del Mapa Topográfico Nacional.
| Noroeste: Santa Colomba de la Vega | Norte: Soto de la Vega | Noreste: Valdefuentes del Páramo |
| Oeste: San Mamés de la Vega        |                        | Este: Valdefuentes del Páramo    |
| Suroeste Santiago de la Valduerna  | Sur: La Bañeza         | Sureste: Regueras de Arriba      |

Relieve
El terreno en el que se asienta la localidad es predominantemente llano debido a su situación en la vega del río Tuerto, la cual es aprovechada intensamente para el cultivo. A medida que se avanza hacia el este y a partir del cauce del río Órbigo, el terreno asciende de manera brusca hasta alcanzar la planicie del Páramo Leonés.
Hidrografía
La fértil Vega del Tuerto se ve bañada en la localidad por varios cauces fluviales, destacando entre todos ellos el Tuerto, que aguas arriba a escasos metros de la localidad recibe las aguas del río Duerna. Perpendicularmente al río Tuerto, la localidad es bañada por el río Órbigo, en el cual vierte sus aguas el anterior, a escasos metros al sur de la localidad. También son varios los pequeños arroyos y acequias que atraviesan los terrenos de la localidad, siendo usados principalmente para el riego de los cultivos.
Clima
El clima en Requejo de la Vega es, al igual que en la mayor parte de la Meseta Norte, un clima mediterráneo continentalizado, levemente alterado por la influencia de la cordillera Cantábrica y los montes de León. Las precipitaciones se reparten de manera irregular, con máximos en primavera y otoño y un mínimo estival. En cuanto a las temperaturas, los inviernos son fríos, con frecuentes heladas y nevadas esporádicas, mientras que los veranos son cortos y calurosos.
| Parámetros climáticos promedio de La Bañeza en el periodo 1961-1998 | Parámetros climáticos promedio de La Bañeza en el periodo 1961-1998 | Parámetros climáticos promedio de La Bañeza en el periodo 1961-1998 | Parámetros climáticos promedio de La Bañeza en el periodo 1961-1998 | Parámetros climáticos promedio de La Bañeza en el periodo 1961-1998 | Parámetros climáticos promedio de La Bañeza en el periodo 1961-1998 | Parámetros climáticos promedio de La Bañeza en el periodo 1961-1998 | Parámetros climáticos promedio de La Bañeza en el periodo 1961-1998 | Parámetros climáticos promedio de La Bañeza en el periodo 1961-1998 | Parámetros climáticos promedio de La Bañeza en el periodo 1961-1998 | Parámetros climáticos promedio de La Bañeza en el periodo 1961-1998 | Parámetros climáticos promedio de La Bañeza en el periodo 1961-1998 | Parámetros climáticos promedio de La Bañeza en el periodo 1961-1998 | Parámetros climáticos promedio de La Bañeza en el periodo 1961-1998 |
| Mes | Ene.                                                                | Feb.                                                                | Mar.                                                                | Abr.                                                                | May.                                                                | Jun.                                                                | Jul.                                                                | Ago.                                                                | Sep.                                                                | Oct.                                                                | Nov.                                                                | Dic.                                                                | Anual                                                               |
| --- | ------------------------------------------------------------------- | ------------------------------------------------------------------- | ------------------------------------------------------------------- | ------------------------------------------------------------------- | ------------------------------------------------------------------- | ------------------------------------------------------------------- | ------------------------------------------------------------------- | ------------------------------------------------------------------- | ------------------------------------------------------------------- | ------------------------------------------------------------------- | ------------------------------------------------------------------- | ------------------------------------------------------------------- | ------------------------------------------------------------------- |
| Temp. media (°C) | 3.3                                                                 | 4.8                                                                 | 7.0                                                                 | 9.4                                                                 | 12.9                                                                | 17.2                                                                | 20.2                                                                | 19.5                                                                | 16.4                                                                | 11.5                                                                | 6.8                                                                 | 4.0                                                                 | 11.10                                                               |
| Precipitación total (mm) | 54.1                                                                | 40.3                                                                | 28.5                                                                | 40.8                                                                | 49.6                                                                | 36.0                                                                | 18.8                                                                | 11.7                                                                | 26.2                                                                | 47.3                                                                | 48.7                                                                | 45.3                                                                | 447.1                                                               |
| Fuente: Ministerio de Agricultura, Alimentación y Medio Ambiente. Datos de precipitación para el periodo 1962-1998 y de temperatura para el periodo 1961-1998 en La Bañeza |                                                                     |                                                                     |                                                                     |                                                                     |                                                                     |                                                                     |                                                                     |                                                                     |                                                                     |                                                                     |                                                                     |                                                                     |                                                                     |

## Historia
Existen documentos que se refieren a esta localidad desde el siglo X, básicamente referidos a donaciones de bienes que demuestran el proceso de 
acumulación propiedades en manos del grupo aristocrático. Así Requejo aparece citado entre las localidades en las que Auria dona propiedades el 13 de abril del año 943 al monasterio de San Cristóbal de Astorga. También el 24 de junio del año 967 cuando los hermanos Quilio y Abundas donan al mismo monasterio sus propiedades en Requejo y otros lugares. De igual forma, el 2 de agosto del año 977,cuando Imilio dona al mismo monasterio sus propiedades de Requejo

## Demografía
| 463                                                  | 463 | 470 | 469 | 482 |
| (Fuente: Instituto Nacional de Estadística (España)) |     |     |     |     |